# Generalisierung (Erkrankung)
Generalisierung nennt man in der inneren Medizin die Ausbreitung einer Krankheit beziehungsweise ihrer Auswirkungen auf den ganzen Körper – man spricht dann von einer Allgemeinerkrankung – oder ein Organsystem eines Patienten. Im anderen Falle nennt man die Erkrankung lokal, wenn die Erkrankung auf ein Organ oder Körperteil beschränkt bleibt. Dasselbe gilt in der Pharmakologie für die Wirkung von Arzneimitteln in der therapeutischen Anwendung.
Typische Beispiele sind:
- Generalisierte Infektion (Allgemeininfektion): Ausbreiten eines Erregers im ganzen Körper
- Generalisierter Krampfanfall, die Anfallsaktivität im gesamten Gehirn in der Epileptologie
- Generalisiertes Exanthem, Übergreifen eines Ausschlags auf die ganze Haut als Organsystem

Und für das Gegenteil:
- Lokalinfektion, ein Erreger, der sich nicht über die Infektionsstelle hinausvermehrt
- Lokalantibiotikum, ein in seiner Wirkung nicht systemisches Antibiotikum
- Lokalanästhesie, die örtliche Betäubung